# 聯合信用卡處理中心
聯合信用卡處理中心（英語：National Credit Card Center of R.O.C.），簡稱聯合信用卡中心、聯信中心、聯卡中心、NCCC，是臺灣一家處理信用卡及簽帳金融卡交易的非營利組織，始於1983年9月成立的財團法人聯合簽帳卡處理中心，1984年6月1日發行自有品牌簽帳卡「聯合簽帳卡」，後來陸續發行Visa、萬事達卡與JCB等品牌的信用卡。1988年9月，聯合簽帳卡處理中心改名為「財團法人聯合信用卡處理中心」至今。聯合信用卡中心亦是中華民國行政院所推動的國民旅遊卡的建置單位。

## 沿革
- 1979年5月，行政院經濟建設委員會通過《發行聯合簽帳卡作業方案》，授權銀行與信託公司合資成立「聯合簽帳卡處理中心」，並授權財政部召集各金融機構共同會商簽帳卡作業方案。
- 1981年5月，財政部公布《銀行辦理聯合簽帳卡業務管理要點》，邀集中央信託局等24家金融機構研商，並推選臺灣銀行、第一商業銀行、中國國際商業銀行、臺灣中小企業銀行、台北區中小企業銀行、國泰信託投資公司與中國信託投資公司為聯合簽帳卡處理中心籌備小組成員。
- 1983年5月，財政部函示修正《銀行辦理聯合簽帳卡業務管理要點》，同意聯合簽帳卡處理中心體制改為財團法人，並核准捐助基金以新臺幣六百萬元為一單位，中國信託投資公司、國泰信託投資公司、中國國際商業銀行、中央信託局、台北市銀行、亞洲信託、華僑信託等金融機構捐助基金成立「財團法人聯合簽帳卡處理中心」，簡稱「聯合簽帳卡中心」。
- 1983年7月，聯合簽帳卡中心各捐助單位協議通過《財團法人聯合簽帳卡處理中心捐助章程》，成立聯合簽帳卡中心第一屆董事會。
- 1983年9月，聯合簽帳卡中心正式成立。
- 1984年6月1日，聯合簽帳卡中心正式發行「聯合簽帳卡」。
- 1988年9月，財政部第三次修正《銀行辦理聯合簽帳卡業務管理要點》，將聯合簽帳卡改名為「聯合信用卡」，廢除「一人一卡」限制，擴大信用卡服務功能；聯合簽帳卡中心改名為「財團法人聯合信用卡處理中心」，簡稱「聯合信用卡中心」。
- 1989年1月1日，聯合信用卡中心正式發行「聯合信用卡」。
- 1989年12月，聯合信用卡中心於高雄市成立「高雄辦事處」。
- 1993年7月，聯合信用卡中心於臺中市成立「臺中辦事處」。
- 2007年12月14日，聯合信用卡中心資訊部通過ISO 27001資訊安全認證。
- 2009年8月10日，聯合信用卡中心與中國銀聯共同宣佈，正式將銀聯卡刷卡交易服務導入臺灣。
- 2010年9月2日，金管會鑒於3000元以下免簽名交易日益普遍，為健全市場發展、加強對持卡人資訊之揭露及對特約商店之管理，發函加強規範。業者應自該函發布後三個月內，完成因涉及相關文件修改及刷卡設備的調整[1]。
- 2018年3月8日，聯合信用卡中心提供收單機構開辦受理Discover及Diners國際卡品牌交易，以提升收單機構受理卡片服務功能。
- 2018年6月1日，聯合信用卡中心推出之「小額支付平台」正式開放參加機構將簽帳金融卡(Debit Card)納入開辦「小額支付」功能[2]。
- 2018年10月1日，國際信用卡組織威士（VISA）要求發卡銀行，自今日起新發卡片必須晶片、感應、磁條三種功能兼具。
- 2018年11月12日，「小額支付平台」正式開放電子票證功能，並將悠遊卡、一卡通、愛金卡、有錢卡納入「小額支付」功能。
- 2018年11月14日，聯合信用卡中心推出之EMVCo.國際標準QR Code共通規格正式上線[3]。
- 2019年4月12日，國際信用卡組織萬事達卡（MasterCard）要求發卡銀行開始，新發卡片必須晶片、感應、磁條三種功能兼具[4]。
- 2020年7月1日，為強化信用卡交易安全，「小額支付平台」自即日起不支援$1,000(含)以下之磁條卡「小額支付」交易。

## 會員
聯合信用卡中心目前有26個會員銀行與發卡機構，分別為：
- 中國信託商業銀行
- 兆豐國際商業銀行
- 國泰世華商業銀行
- 玉山商業銀行
- 聯邦商業銀行
- 上海商業儲蓄銀行
- 永豐商業銀行
- 渣打國際商業銀行
- 凱基商業銀行
- 台北富邦商業銀行
- 遠東國際商業銀行
- 台新國際商業銀行
- 安泰商業銀行
- 星展（台灣）商業銀行
- 臺灣新光商業銀行
- 元大商業銀行
- 陽信商業銀行
- 華泰商業銀行
- 三信商業銀行
- 第一商業銀行
- 華南商業銀行
- 台中商業銀行
- 王道商業銀行
- 將來商業銀行
- 連線商業銀行
- 台灣樂天信用卡公司 （页面存档备份，存于）

## 外部連結
- 聯合信用卡處理中心官方網站 （页面存档备份，存于）